# Ronald Gordon Fennah
Ronald Gordon Fennah, född 1910 i Ludlow, död den 19 augusti 1987, var en brittisk entomolog som främst var intresserad av Fulgoroidea.
Han examinerades vid Universitetet i Cambridge 1935 och föreläste därefter i zoologi vid Imperial Collage of Tropical Agriculture i Trinidad fram till 1958 då han anställdes vid Commonwealth Institute of Entomology i London. 1969 blev han dess direktör och pensionerades 1975. Hans taxonomiska bidrag upphörde dock inte efter pensioneringen. 
Auktorsnamnet Fennah R.G. kan användas för Ronald Gordon Fennah i samband med ett vetenskapligt namn inom zoologin; se Wikipedia-artiklar som länkar till auktorsnamnet.

### Webbkällor
- ”Fennah, Ronald Gordon” (på engelska). Encyclopedia of Entomology. https://books.google.se/books?id=i9ITMiiohVQC&pg=PA1421&lpg=PA1421&dq=Ronald+Gordon+Fennah%E2%80%8F%E2%80%8E&source=bl&ots=VXAjRroQWW&sig=M60Q7wqeer2jBCv4Nls3nOrD6bk&hl=sv&sa=X&ei=KLerVPjXD5LLaMrUgagC&ved=0CDcQ6AEwBA#v=onepage&q=Ronald%20Gordon%20Fennah%E2%80%8F%E2%80%8E&f=false. Läst 6 januari 2015.

|  | Wikispecies har information om Ronald Gordon Fennah. |